# 小野山博子
小野山 博子（おのやま ひろこ、1998年12月22日 - ）は、日本の元女子バレーボール選手である。

## 来歴
奈良県大和郡山市出身。姉の影響で小学1年生からバレーボールを始めた。
関西福祉科学大学高等学校、天理大学を経て、2021年、KANOA福岡（現・カノアラウレアーズ福岡）に入団した。
2021-22シーズン途中でKANOA福岡を退団し、プレステージ・インターナショナルアランマーレに移籍した。同シーズン、V2女子の試合に出場し、Vリーグデビューを果たした。
2023-24シーズン、チームV1昇格後1シーズン目となるV1女子の試合に出場し、V1デビューを果たした。
2024年、アランマーレを退団し現役引退。

## 所属チーム
- 関西福祉科学大学高等学校（2014-2017年）
- 天理大学（2017-2021年）
- KANOA福岡（2021-2022年1月）
- プレステージ・インターナショナルアランマーレ（2022年2月-2024年）